# Megathereva atritibia
Megathereva atritibia är en tvåvingeart som beskrevs av Lyneborg 1992. Megathereva atritibia ingår i släktet Megathereva och familjen stilettflugor. Inga underarter finns listade i Catalogue of Life.